# Intel-200-Serie
Die Intel-200-Serie ist eine Serie von Mainboard-Chipsätzen der Firma Intel und Nachfolger der Intel-100-Serie. Die Chipsatzserie trägt den Codenamen „Union Point“. Die Chips unterstützen Prozessoren der Skylake-Generation und der neueren Kabylake-Generation. Mit Ausnahme des X299 Chipsatzes unterstützen alle den Sockel LGA 1151 in der ersten Generation. Im High-End- und Server-Segment wird dagegen der Sockel LGA 2066 verwendet.

## Modellübersicht
| Chipsatz | Revi- sion | Desktop- Markt- segment | offizieller Launch | System- Bus | PCIe-Lanes  | SATA-Ports | SATAe    | PCIe M.2 | USB-Anschlüsse | USB-Anschlüsse | TDP | sSpec- Num- mer |
| Chipsatz | Revi- sion | Desktop- Markt- segment | offizieller Launch | System- Bus | PCIe-Lanes  | 6 Gbit/s   | SATAe    | PCIe M.2 | v3.2 Gen 1     | Gesamt         | TDP | sSpec- Num- mer |
| -------- | ---------- | ----------------------- | ------------------ | ----------- | ----------- | ---------- | -------- | -------- | -------------- | -------------- | --- | --------------- |
| B250     | A0         | OEM                     | Q1 2017            | DMI 3.0     | 12 PCIe 3.0 | 6          | bis zu 1 | bis zu 1 | bis zu 6       | bis zu 12      | 6 W | SR2WC           |
| Q250     | A0         | Business                | Q1 2017            | DMI 3.0     | 14 PCIe 3.0 | 6          | bis zu 1 | bis zu 1 | bis zu 8       | bis zu 14      | 6 W | SR2WD           |
| H270     | A0         | Business                | Q1 2017            | DMI 3.0     | 20 PCIe 3.0 | 6          | bis zu 2 | bis zu 2 | bis zu 8       | bis zu 14      | 6 W | SR2WA           |
| Q270     | A0         | Business                | Q1 2017            | DMI 3.0     | 24 PCIe 3.0 | 6          | bis zu 3 | bis zu 3 | bis zu 10      | bis zu 14      | 6 W | SR2WE           |
| Z270     | A0         | Performance             | Q1 2017            | DMI 3.0     | 24 PCIe 3.0 | 6          | bis zu 3 | bis zu 3 | bis zu 10      | bis zu 14      | 6 W | SR2WB           |
| X299     | A0         | High-End                | Q2 2017            | DMI 3.0     | 24 PCIe 3.0 | Bis zu 8   | bis zu 3 | bis zu 3 | bis zu 10      | bis zu 14      | 6 W | SR2Z2           |